# 무카와촌
무카와촌(武川村)은 야마나시현 기타코마군에 놓여졌던 촌이다.
2004년 11월 1일, 기타코마군 내의 6개 정촌과 신설 합병해 호쿠토시가 되었다. 현재는 호쿠토시 다케가와 지구가 되었다.